# Alberto Lello Potella
Pour les articles homonymes, voir Lello.
Alberto Lello Potella est un pilote militaire portugais né le 10 juin 1893 au Portugal. Il est mort le 10 octobre 1949.
C'est l'un des rares pilotes étrangers à avoir combattu au sein d'une escadrille de chasse française (Spa 124) pendant la Grande Guerre.
Il a abattu au total 3 avions en 22 combats.

## Sources
- (pt) Dicionário dos mais ilustres Trasmontanos e Alto Durienses, Editora Cidade Berço
- (pt) Edgar Pereira da Costa Cardoso, História da Força Aérea Portuguesa, Ed. Cromocolor, Lisbonne